# Mallinella fulvipes
Mallinella fulvipes là một loài nhện trong họ Zodariidae.
Loài này thuộc chi Mallinella. Mallinella fulvipes được Hirotsugu Ono & Tanikawa miêu tả năm 1990.

## Hình ảnh

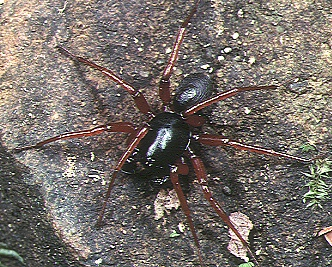